# Pueblo indio

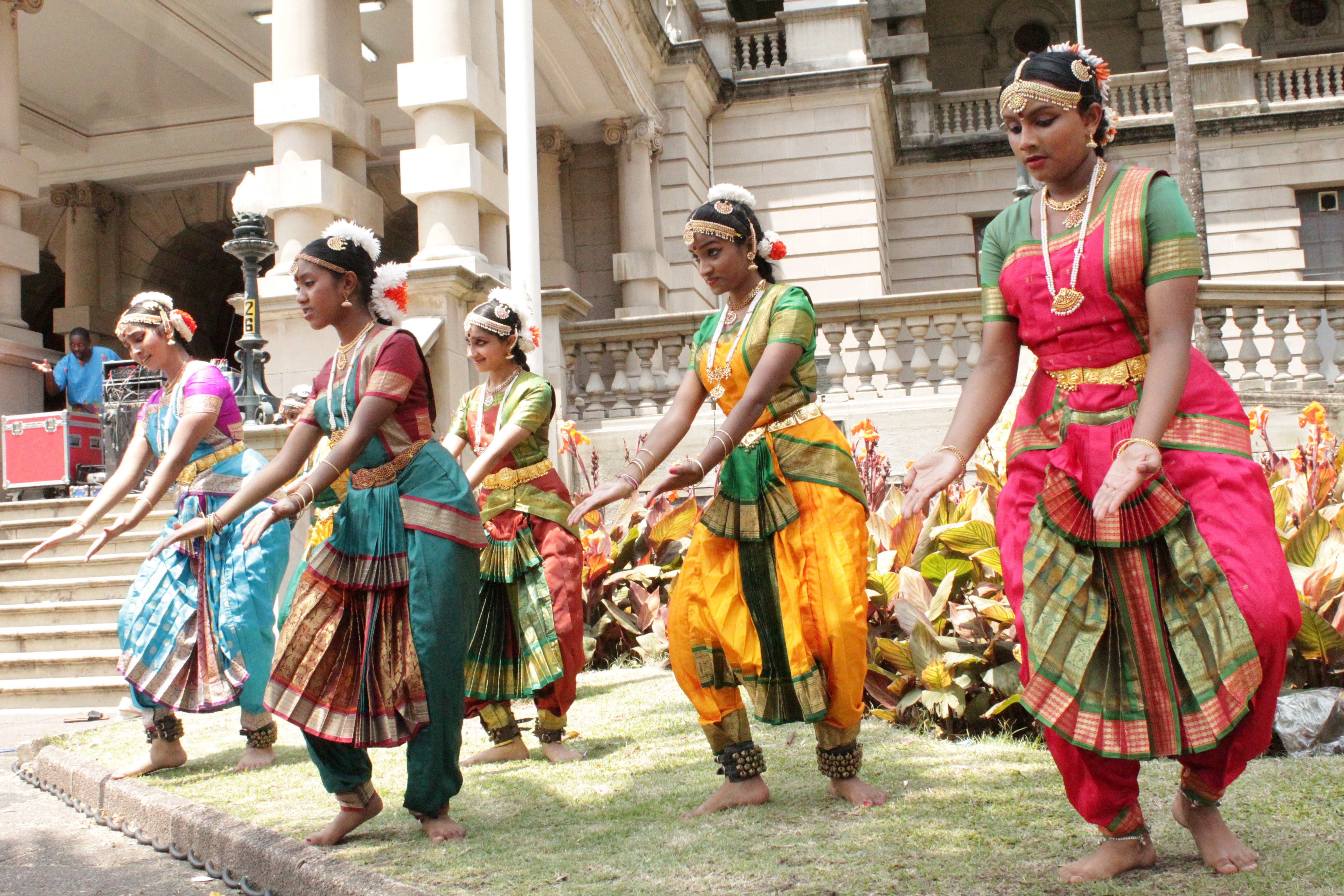
Bailarinas tradicionales indias.

El pueblo indio —de forma incorrecta pueblo hindú— comprende a los nacionales o ciudadanos de la India, la nación más poblada del mundo, con un 17,50 % de la población mundial. «Indio» se refiere a la nacionalidad, en lugar de a una etnia o idioma particular; la nacionalidad india consiste en docenas de grupos etno-lingüísticos regionales, que reflejan la rica y compleja historia del país. Debido a la emigración, la diáspora india está presente en todo el mundo, especialmente en otras partes de: Asia, América y el Caribe, Oceanía y África.
El gentilicio «indio» se aplica hoy a los nacionales de la República de la India, aunque antes de la partición de la India en 1947, los nacionales que residían en la totalidad de la India británica (incluyendo lo que ahora es Pakistán y Bangladés) también se conocían como indios.

## Etimología
El nombre Bhārata ha sido usado como un nombre autoascrito por personas del subcontinente indio y la República de la India. La designación "Bhārata" aparece en el nombre oficial en sánscrito del país, Bhārata Gaṇarājya. El nombre se deriva de los antiguos védicos y puranas, que se refieren a la tierra que comprende a la India como "Bhārata varṣam" y utiliza este término para distinguirlo de otros varṣas o continentes. India se llama Bharatvarsha por el legendario emperador Bharata Chakravartin. Según los puranas hindúes y algunas escrituras del jainismo, India fue nombrada Bhārata por Bharata Chakravartin, el hijo del primer Jain Tirthankar Rishabhanatha. En el texto hindú, Skanda Purana (capítulo 37) se afirma que "Rishabhanatha era el hijo de Nabhiraja, y Rishabha tenía un hijo llamado Bharata, y después del nombre de este Bharata, este país se conoce como Bharata-varsha". Esto se ha mencionado en Vishnu Purana (2,1,31), Vayu Purana,(33,52), Linga Purana(1,47,23), Brahmanda Purana (14,5,62), Agni Purana ( 107,11–12), Skanda Purana, Khanda (37,57) and Markandeya Purana (50,41) que este país es conocido como Bharata Varsha por Bharat Chakravartin.
ऋषभो मरुदेव्याश्च ऋषभात भरतो भवेत् भरताद भारतं वर्षं, भरतात सुमतिस्त्वभूत्
Rishabhanatha nació de Marudevi, Bharata nació de Rishabh, Bharatvarsha (India) surgió de Bharata y Sumati surgió de Bharata - Vishnu Purana (2,1,31)
El Vishnu Purana también declara;
उत्तरं यत्समुद्रस्य हिमाद्रेश्चैव दक्षिणम् ।
वर्षं तद् भारतं नाम भारती यत्र संततिः ।।
"El país (varṣam) que se encuentra al norte del océano y al sur de las montañas nevadas se llama Bhāratam; allí habitan los descendientes de Bharata".
Mientras que la palabra «indio» e «India» se deriva del griego Ἰνδία (Indía), a través de la India latina. Indía en griego Koiné denotaba la región más allá del río Indo (Ἰνδός), desde Heródoto (siglo V a. C.) ἡ Ἰνδική χώρη, hē Indikē chōrē; "la tierra india", Ἰνδός, Indos, "un indio", del antiguo persa Hinduš y el término medieval hindustani. El nombre se deriva en última instancia de Sindhu, el nombre sánscrito del río Indus, pero también significa "río" genéricamente.